# Julie Vlasto
Pénélope Julie »Diddie« Vlasto Serpieri, francoska tenisačica, * 8. avgust 1903, Marseille, Francija, † 2. marec 1985, Lausanne, Švica.
Nastopila je na Olimpijskih igrah 1924, kjer je osvojila srebrno medaljo v konkurenci posameznic, v finalu jo je premagala Helen Wills. Leta 1924 je osvojila Državno prvenstvo Francije, v finalu je premagala Jeanne Vaussard. V konkurenci ženskih dvojic je dvakrat zapored osvojila Amatersko prvenstvo Francije skupaj s Suzanne Lenglen, v letih 1925 in 1926. Leta 1925 se je uvrstila tudi v finale v konkurenci mešanih dvojic skupaj s Henrijem Cochetom.

## Finali Grand Slamov

### Posamično (1)

#### Zmage (1)
| Leto | Turnir                     | Nasprotnica v finalu | Rezultat finala |
| 1924 | Državno prvenstvo Francije | Jeanne Vaussard      | 6–2, 6–3        |

### Ženske dvojice (2)

#### Zmage (2)
| Leto | Turnir                       | Partnerica      | Nasprotnici v finalu       | Rezultat finala |
| 1925 | Amatersko prvenstvo Francije | Suzanne Lenglen | Kitty McKane Evelyn Colyer | 6–1, 9–11, 6–2  |
| 1926 | Amatersko prvenstvo Francije | Suzanne Lenglen | Kitty McKane Evelyn Colyer | 6–1, 6–1        |

### Mešane dvojice (1)

#### Porazi (1)
| Leto | Turnir                       | Partnerica   | Nasprotnici v finalu            | Rezultat finala |
| 1925 | Amatersko prvenstvo Francije | Henri Cochet | Suzanne Lenglen Jacques Brugnon | 2–6, 2–6        |